# Twierdzenie Salmona
Twierdzenie Salmona – twierdzenie planimetrii: Jeśli z punktu leżącego na okręgu poprowadzono trzy cięciwy i na każdej z nich jako na średnicy zbudowano okrąg, to okręgi te przecinają się parami w trzech punktach leżących na jednej prostej.

## Dowód

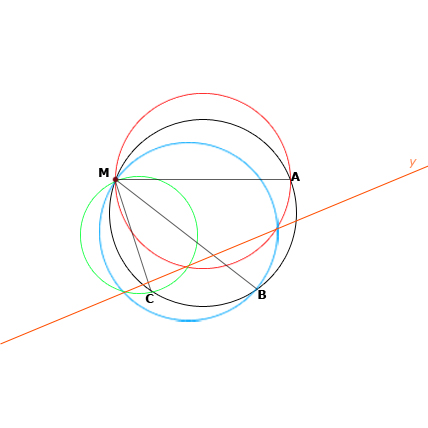

Niech {\displaystyle M,A,B,C} oznaczają odpowiednio: dany punkt i końce danych trzech cięciw. Oczywiście leżą one na okręgu, nazwijmy go {\displaystyle \pi .} Załóżmy, bez szkody dla ogólności, że leżą one na tym okręgu w tej właśnie kolejności.
Okręgi opisane na średnicach {\displaystyle MA,MB,MC} oznaczmy jako {\displaystyle \pi _{A},\pi _{B},\pi _{C}.}
Przecięcia par okręgów {\displaystyle \pi _{A},\pi _{B};\pi _{B},\pi _{C};\pi _{C},\pi _{A}} oznaczmy jako {\displaystyle P,Q,R} odpowiednio.

Dokonajmy inwersji w punkcie M i dowolnym promieniu. Niech odpowiednie obiekty po tym przekształceniu mają nazwy primowane.
Z własności inwersji wynika, że:
- proste zawierające {\displaystyle MA,MB,MC} przejdą na proste
- {\displaystyle \pi _{A}',\pi _{B}',\pi _{C}'} są prostymi prostopadłymi do, odpowiednio, {\displaystyle MA',MB',MC'} w punktach {\displaystyle A',B',C'}
- {\displaystyle \pi '} jest prostą zawierającą {\displaystyle A',B',C'}

Co więcej, punkty {\displaystyle P,Q,R} są współiniowe wtedy i tylko wtedy, gdy {\displaystyle M,P',Q',R'} leżą na jednym okręgu.

Zauważmy teraz, że {\displaystyle \angle P'A'M=90^{\circ }=\angle P'B'M,} zatem {\displaystyle P',A',B',M} leżą na jednym okręgu. Analogicznie {\displaystyle M,A',C',R'} oraz {\displaystyle M,B',C',Q'} są współokręgowe.
Skoro trójki punktów {\displaystyle A',B',C'} i {\displaystyle P',B',Q'} są współliniowe, możemy zapisać, że:
{\displaystyle 180^{\circ }-\angle MP'R'=\angle MP'A'=\angle MB'A'=180^{\circ }-\angle MB'C'=\angle MQ'C'}
Zatem na czworokącie {\displaystyle MP'Q'R'} można opisać okrąg, skąd wynika, że punkty {\displaystyle P,Q,R} leżą na prostej, c.n.d.